# インド平和維持軍
インド平和維持軍（インドへいわいじぐん、英語: Indian Peace Keeping Force、略称：IPKF）は、1987年から1990年にかけてスリランカに派遣されたインド軍の平和維持部隊。スリランカ内戦の終結を目指したインド・スリランカ平和協定（1987年7月成立）によって派遣された。

## 概要
タミル・イーラム解放のトラ（LTTE）を初めとする複数の武装組織の武装解除を目的として、当時のインド首相ラジーヴ・ガンディーが平和協定に基づいて派遣を決定した。その後、スリランカ情勢の悪化に伴ってインドへの難民流入が増加したため、ガンディーは一度派遣を延期しようとした。しかし、スリランカ大統領ジュニウス・リチャード・ジャヤワルダナの要請により、最終的にはスリランカへと派遣された。
当初は上層部から戦闘を禁止されていたIPKFであったが、たった数ヶ月でLTTEと交戦状態に陥った。そのきっかけはスリランカ軍監視の下でLTTEの捕虜17名が殺害された事件であった。LTTEはこの事件を防げなかったIPKFを激しく非難し、その後はIPKFも武力をもってLTTEを制圧する方針に転換した。また、戦闘の過程でIPKFによる民間人の殺害や性暴力なども行われた。
政権交代によってスリランカ大統領に就任したラナシンハ・プレマダーサと同じくインド首相に就任したヴィシュワナート・プラタープ・シンの命令により、1989年から撤退が始まった。そして、1990年3月には最後の部隊がスリランカを去った。
スリランカ内戦に巻き込まれて行ったIPKFの様子は、「インドのベトナム戦争」と言われることがある。

## 背景
IPKFの背景には、1980年代のスリランカ内戦があった。内戦の原因は1948年のセイロン独立まで遡ることができる。当時イギリス植民地から自治領として独立したセイロンでは、多数派のシンハラ人を中心とする政権が樹立された。政権与党にはタミル人政党も参加していたが、少数派のタミル人を抑圧する政策が複数制定され、タミル人から反発が起きた。
1970年代、主なタミル系政党であるタミル会議とランカ・タミル連邦党が合併し、タミル統一解放戦線（TULF）が結成された。彼らは連邦制への移行と、セイロン島東部・北部を中心としたタミル人自治州「タミル・イーラム」の設立を主張した。
しかし、1983年8月に実施されたスリランカ憲法第6次修正では、全ての分離独立運動が違憲であるとされた。一方、タミル人側ではTULFの外で複数の組織が武装闘争を主張し、その後内戦へと移行した。

### インドからの介入
当初、インド首相だったインディラ・ガンディーやその後継のラジーヴ・ガンディーは、タミル人反乱に対して同情的であった。なぜなら、インド南部のタミル・ナードゥ州に数多く居住するタミル人がスリランカのタミル人を強力に支援していたからである。また、同州にはスリランカのタミル人武装組織「タミル・イーラム解放のトラ（LTTE）」の支援者が数多くおり、構成員を匿ったり、武器を供与するなどをした。実際、1982年にはLTTE指導者のヴェルピライ・プラバカランがタミル・ナードゥ州警察に逮捕されたが、後に釈放されている。一方、インド全体としてはタミル人とシンハラ人の対立に関わって国外の問題に介入することは消極的であった。ただし、最終的にはインディラ・ガンディーが「外交的努力が失敗した場合には、タミル人を支援するインドの武力介入もありうる」と発言した。
1983年7月、スリランカで初めての大規模暴動が発生した。後に黒い7月と呼ばれるこの事件のきっかけは、7月23日にスリランカ軍の兵士13名がLTTEによって殺害されたことであった。これをきっかけに暴動が発生し、最終的におよそ3千人のタミル人が殺害された。この事件をきっかけに両民族間関係は悪化し、LTTEは人員を募集してゲリラ戦を仕掛け始めた。そして1985年5月までにLTTEはアヌラーダプラの菩提寺を攻撃できるほどに成長し、この攻撃では1時間でおよそ150名の民間人が死亡した。
一方、ガンディー政権は事態の収集のためタミル人への支援を制限しつつスリランカ政府と交渉を行い、解決策を模索した。
それに対しタミル人への支援が減少することを推測したスリランカ政府は、パキスタン、イスラエル、シンガポール、南アフリカ共和国からの支援を受けて武装の強化へ動いた。そして、1986年には政府軍による対反乱作戦が強化された。1987年には反乱軍に対する報復作戦としてヴァダマラッチ作戦（解放作戦）が開始され、政府軍はジャフナ半島にあるLTTEの拠点奪還に動いた。この作戦では、対地攻撃機と攻撃ヘリに支援を受けた4,000人の兵士が動員された。そして1987年6月にはジャフナ市街地への包囲攻撃が始まった。また、この攻撃によって大規模な民間人の犠牲が生まれ、深刻な人道的危機が生じた。この状況に対して南部のタミル人からの大反発が予想されたインド政府は、スリランカ政府に対して攻撃を停止するよう呼びかけ政治的解決を求めたが、その努力は無視されてしまった。さらに、スリランカに対してパキスタンからの軍事顧問の支援が行われていたことから、インド政府も軍事的な示威行動をとる必要性が生じた。スリランカの危機を終結させるための交渉に失敗したインド政府は、人道支援のために非武装の船団をスリランカ北部に派遣すると発表した。しかし、この発表はスリランカに事前に知られており、その結果インドからの船団は撤退を余儀なくされた。
海上輸送作戦の失敗を受け、インド政府はジャフナに取り残された市民を助けるための空輸作戦を計画した。そして6月4日にはインド空軍がプーマライ作戦を実施し、戦闘機に護衛された5機のアントノフAn-32が25トンの物資を上空からジャフナに投下した。同時にインドの外務・国際問題相ナトワル・シンがニューデリーにいた在インドスリランカ大使を呼び出し、同作戦がスリランカ空軍を妨害するものではないことを伝えた。むしろこの作戦の目的は、インド国内のタミル人に対して政府の関心度合いの高さを示すと同時にスリランカ政府に対する積極的な介入を再確認することだった。

### インド・スリランカ合意
プーマライ作戦の後、積極的なインド政府の介入と自国の孤立に直面したスリランカ大統領J・R・ジャヤワルダナは、インド政府との会談を提案した。そして1987年7月29日にインド・スリランカ合意が成立し、その直後にジャフナの包囲が解かれた。しかしこの合意にLTTEは含まれていなかった。またこの合意により停戦が実現し、スリランカ政府から州政府への権限移譲とタミル人武装組織の武装解除が行われる予定だった。

## 任務
インド・スリランカ合意では、スリランカ政府の要請によってインドが軍事支援を行うこと、そして派遣されるインド平和維持軍は「敵対行為の中止を保証し実行する」ことが定められた。そして実際にスリランカ大統領J・R・ジャヤワルダナは軍派遣を要請し、インド軍がスリランカ北部へ進出した。
当時在コロンボインド大使を務めていたJ・N・ディクシットは2000年に行われたインタビューにて、ジャヤワルダナがインド軍派遣を要請したのはシンハラ人が多数を占めるスリランカ南部（首都コロンボを含む）で暴動が増加し、治安維持のために北部から軍を撤退せざるを得なかったからだと述べている。なおこの一連の暴動は人民解放戦線やスリランカ自由党が主導していた。

## 構成
当初は小規模の構成だったIPKFもピーク時には8万人近い人員が投入され、準軍事組織や特殊部隊も作戦に参加した。実際のところ、インド海軍コマンド部隊にとってスリランカは最初の作戦地域だった。主にスリランカ北部と東部に展開していたが、スリランカ撤退後は第21軍と改名され、ボーパール付近に拠点を置く陸軍の即応部隊に改編された。

### 陸軍
インド陸軍はハーキラット・シン少将率いる第54歩兵師団およそ1万人を第一団として派遣し、7月30日にパラリ空軍基地に到着した。その後第36歩兵師団と交代した。
1987年時点での戦力は以下の通り。
| - 第54歩兵師団 - パラシュート連隊第10大隊（特殊部隊） - 第62機甲連隊（T-72を配備） - 守備旅団第6大隊 - 第91歩兵旅団 - マドラス連隊第5大隊 - マハール連隊第8大隊 - マラータ軽歩兵隊第1大隊 - 第76歩兵旅団 - ガーワル・ライフル隊第12大隊 - マラータ軽歩兵隊第2大隊 - ラージプート連隊第25大隊 - 第47歩兵旅団 - マドラス連隊第11大隊 - マラータ軽歩兵隊第5大隊 - シーク軽歩兵隊第14大隊 - 第36歩兵師団 - 第115歩兵旅団 - 第1ゴーカ・ライフル隊第5大隊 - 第72歩兵旅団 - 第5ゴーカ・ライフル隊第4大隊 - シーク軽歩兵隊第13大隊 - 第41歩兵旅団 - ラージプーターナー・ライフル隊第5大隊 | - 第57歩兵師団 - 第4山岳師団 - 独立ユニット - 第340独立歩兵旅団 - 第1ジャンム＆カシミール軽歩兵隊 - 第26パンジャーブ隊 - 第25マドラス隊 - 第3パンジャーブ隊 - 第18歩兵旅団 - マハール連隊第4大隊 - グレナディアス隊第12大隊 - パラシュート連隊第5大隊 - パラシュート連隊第1大隊（特殊部隊） - パラシュート連隊第9大隊（特殊部隊） - 守備旅団第13大隊 - アッサム連隊第4大隊 - 機械化歩兵連隊第15大隊 - 機械化歩兵連隊第25大隊 - 第17パラシュート地上連隊 - 第831歩兵連隊 - 第8工兵連隊 - 第110工兵連隊 |

### 空軍
インド空軍はIPKFがLTTEと対立し、戦闘を開始してから航空支援を始めた。M・P・プレミ大佐率いる輸送隊・ヘリコプター部隊が派遣されている。
派遣された部隊は具体的に以下の通り。
- 第33飛行中隊 - An-32
- 第109/119ヘリコプター部隊 - Mi-8
- 第125ヘリコプター部隊 - Mi-24
- 第664A0P部隊 - チターク/チーター

### 海軍
インド海軍はスリランカ近海を哨戒艇で巡回していた。
- インド海軍航空隊（英語版）
  - 第321飛行中隊 - HALチターク
  - 第310飛行中隊 - アリゼ
- MARCOS（英語版）

### 準軍事組織
- 中央予備警察隊（英語版）
- インド沿岸警備隊

## 評価
1999年12月、国防相ジョージ・フェルナンデスはIPKFの死者数（1,165名）と負傷者数（3,009名）を公表した。LTTE側の犠牲者数は明らかにされていない。
この一連の作戦では情報機関の未熟さによって作戦遂行に支障が出たことが指摘されており、その最たる例がジャフナ大学ヘリ降下作戦である。この作戦ではLTTEの最高指導者ヴェルピライ・プラバカランがジャフナ大学サッカー場に潜伏しているという偽情報に騙されたIPKFの部隊が捕獲作戦を行い、待ち伏せにあった。この情報はLTTE側が意図的に流出された情報だったが、IPKFはそれに気づかずヘリボーンと戦車部隊の包囲によってプラバカランを捕獲するという作戦を立案、実行した。
実際に作戦が実行されると投入されたコマンド部隊はLTTEの狙撃兵の的となり、派遣された戦車部隊も対戦車地雷の餌食となった。そしてこの戦闘でIPKF側には多大な損害が発生した。一方で後の証言によるとこの時期にプラバカランは別の場所にいたとされている。
その他にもIPKFは作戦地域の正確な地図が情報機関からもたらされないことに不満を持っていたり、情報機関の工作員がIPKFから待ち伏せを受けて暗殺されたこともあった。

## 影響
IPKFは一部で戦術的勝利は収めたものの、当初の目的を果たすことはできなかった。IPKFがもたらした最大の影響はインドの対反乱作戦戦術を形作った点にある。政治的失敗、IPKFの犠牲、国際関係の悪化はその後のスリランカ内戦に対するインド政府の姿勢を決定づけた。

### 首相暗殺
IPKF派遣を決めたインド政府首相ラジーヴ・ガンディーは1989年の選挙で敗北し首相を辞任したが、それからわずか2年後の1991年5月にLTTEによる自爆攻撃で暗殺された。

### インドの外交方針
IPKF撤退後もスリランカの状況が悪化したり、他の国がスリランカの平和を推進する役割を果たそうとするたびにこのIPKFの話が俎上にあげられてきた。一方でインド政府はこれ以降LTTEとスリランカ政府間の和平に対して直接的に関与することはなくなり、それを行なったノルウェーを支援するのみとなった。これによりインド、スリランカ両国の関係は悪化し、両国間で強力な防衛協力の確認は行われているが相互防衛協定は結ばれていない。